# Mary Jane Colter Buildings
Les Mary Jane Colter Buildings sont quatre bâtiments constituant un district historique américain dans le comté de Coconino, en Arizona. Tous conçus par l'architecte Mary Colter dans le premier tiers du XXe siècle, la Hopi House, Hermit's Rest, le Lookout Studio et la Desert View Watchtower sont protégés au sein du parc national du Grand Canyon. Ils sont inscrits ensemble au Registre national des lieux historiques et classés en tant que National Historic Landmark depuis le 28 mai 1987. Ce bien patrimonial ne comprend pas le Bright Angel Lodge et le Phantom Ranch, autres édifices de Colter dans le parc.